# 베서니 케이브
베서니 케이브(Rumiko Fujikawa)는 마블 코믹스의 등장인물로, 아이언맨이 80년대에 사귄 연인 캐릭터이다. 토니 스타크가 알코올 중독을 이겨내는 데 큰 도움을 주었다. 1978년 12월 《아이언맨》 117호에 처음 등장했고, 데이비드 미컬라이니와 밥 레이턴이 공동 창작하였다.
영화 《아이언맨 2》(2010)의 초반부에 나오는 정부 직원 캐릭터가 베서니 케이브라는 루머가 있었으나, 해당 배역을 맡은 배우 케이트 마라가 직접 부정하였다.